# Borstvlekgraszanger
De borstvlekgraszanger (Cisticola brunnescens) is een zangvogel uit de familie Cisticolidae. 

## Verspreiding en leefgebied
Deze soort komt voor in centraal en oostelijk Afrika en telt zes ondersoorten:
- C. b. mbangensis: het noordelijk-centraal Kameroen.
- C. b. lynesi: westelijk Kameroen.
- C. b. wambera: noordwestelijk Ethiopië.
- C. b. brunnescens: Ethiopië, noordwestelijk Somalië en noordelijk Kenia.
- C. b. nakuruensis: Kenia en noordelijk Tanzania, ten westen van de Rift Valley.
- C. b. hindii: Kenia en noordelijk Tanzania, ten oosten van de Rift Valley.

## Status
De grootte van de populatie is niet gekwantificeerd maar de soort wordt omschreven als plaatselijk algemeen tot zeer algemeen. Op de Rode lijst van de IUCN heeft deze soort de status niet bedreigd.